# Louis de Guiringaud
Louis de Guiringaud (Limoges, 12 ottobre 1911 – Parigi, 15 aprile 1982) è stato un politico francese, Ministro degli affari esteri dal 1976 al 1978.
| Controllo di autorità | VIAF (EN) 295242743 · ISNI (EN) 0000 0003 9989 7091 · GND (DE) 1029699518 · BNF (FR) cb167150207 (data) |